# 24 uur van Le Mans 1966

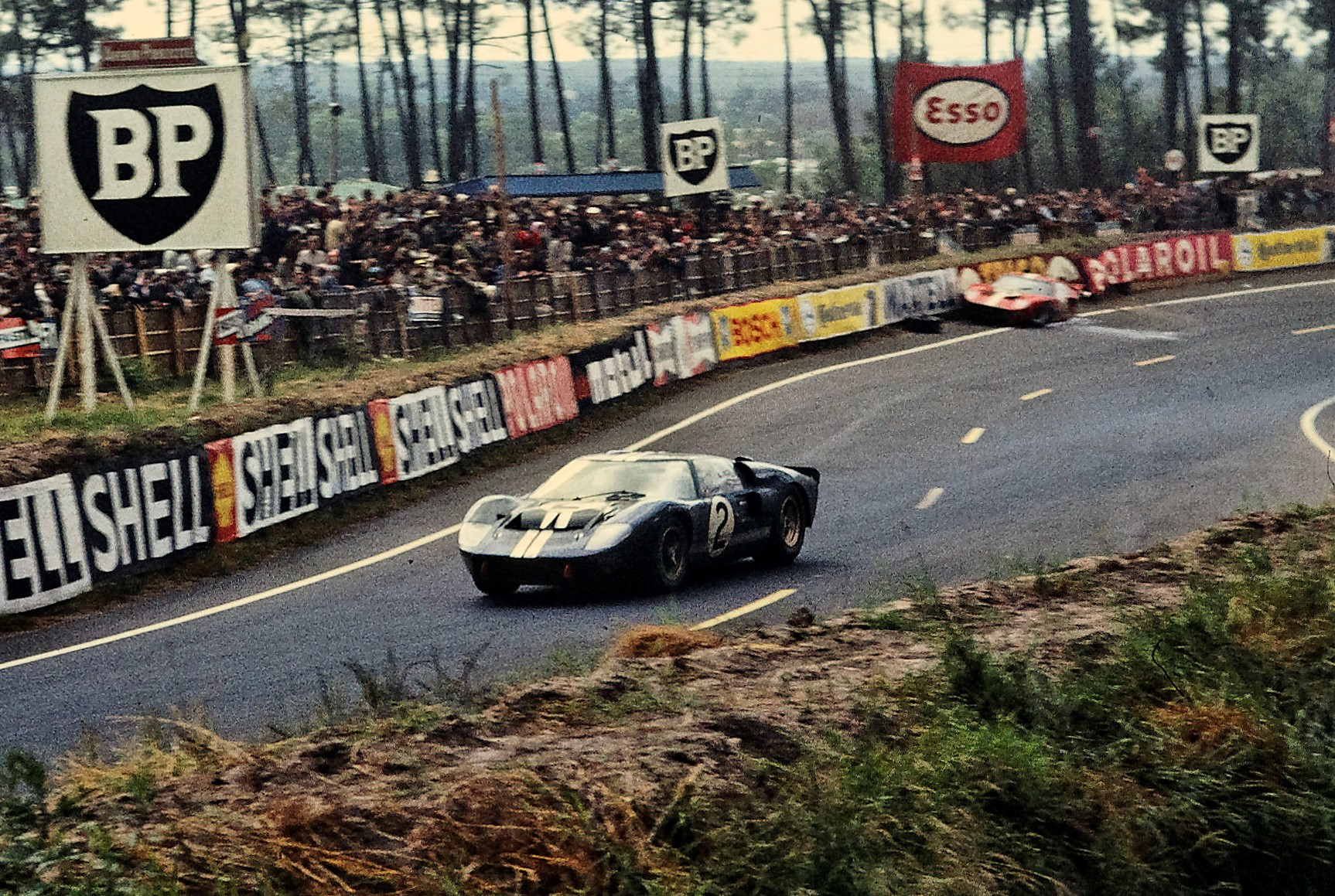
De winnende auto: de Ford GT40 Mk.II #1.

De 24 uur van Le Mans 1966 was de 34e editie van deze endurancerace. De race werd verreden op 18 en 19 juni 1966 op het Circuit de la Sarthe nabij Le Mans, Frankrijk.
De race werd gewonnen door de Ford Motor Company/Shelby-American Inc. #2 van Bruce McLaren en Chris Amon, die allebei hun enige Le Mans-zege behaalden. De P 2.0-klasse werd gewonnen door de Porsche System Engineering #30 van Jo Siffert en Colin Davis. De S 2.0-klasse werd gewonnen door de Porsche System Engineering #58 van Günter Klass en Rolf Stommelen. De GT 5.0-klasse werd gewonnen door de Maranello Concessionaires #29 van Piers Courage en Roy Pike. De P 1.3-klasse werd gewonnen door de Société Automobiles Alpine #62 van Henri Grandsire en Leo Cella. De GT 2.0-klasse werd gewonnen door de Jacques Franc #35 van Jacques Dewes en Jean Kerguen.
De race kende een opvallende finish. De Ford van Ken Miles en Denny Hulme lag lange tijd aan de leiding, maar ging kort voor het einde langzamer rijden om een andere Ford, die van McLaren en Amon, langszij te laten komen voor een fotomoment. De auto's kwamen precies tegelijk over de finish, maar McLaren en Amon werden uitgeroepen tot winnaars omdat zij een lagere startpositie hadden en zodoende een grotere afstand hadden afgelegd. Over de aanloop naar de race en de race zelf verscheen in 2019 de film Ford v Ferrari in de bioscoop, waarin Matt Damon en Christian Bale respectievelijk de rollen van teambaas Carroll Shelby en Ken Miles vertolkten.

## Race
Winnaars in hun klasse zijn vetgedrukt. Auto's die minder dan 70% van de afstand van de winnaar van hun klasse hadden afgelegd werden niet geklasseerd. De Prototipi Bizzarrini #11 werd gediskwalificeerd omdat deze de reglementen van de pitstraat overschreed.
| Pos. | Klasse | No. | Team                                          | Coureurs                                     | Chassis                       | Motor                     | Ronden |
| ---- | ------ | --- | --------------------------------------------- | -------------------------------------------- | ----------------------------- | ------------------------- | ------ |
| 1    | P +5.0 | 2   | Ford Motor Company/Shelby-American Inc.       | Bruce McLaren Chris Amon                     | Ford GT40 Mk.II               | Ford 7.0L V8              | 360    |
| 2    | P +5.0 | 1   | Ford Motor Company/Shelby-American Inc.       | Ken Miles Denny Hulme                        | Ford GT40 Mk.II               | Ford 7.0L V8              | 360    |
| 3    | P +5.0 | 5   | Ford Motor Company/Holman & Moody             | Ronnie Bucknum Dick Hutcherson               | Ford GT40 Mk.II               | Ford 7.0L V8              | 348    |
| 4    | P 2.0  | 30  | Porsche System Engineering                    | Jo Siffert Colin Davis                       | Porsche 906/6 LH              | Porsche 1991cc F6         | 339    |
| 5    | P 2.0  | 31  | Porsche System Engineering                    | Hans Herrmann Herbert Linge                  | Porsche 906/6 LH              | Porsche 1991cc F6         | 338    |
| 6    | P 2.0  | 32  | Porsche System Engineering                    | Udo Schütz Peter de Klerk                    | Porsche 906/6 LH              | Porsche 1991cc F6         | 337    |
| 7    | S 2.0  | 58  | Porsche System Engineering                    | Günter Klass Rolf Stommelen                  | Porsche 906/6 Carrera 6       | Porsche 1991cc F6         | 330    |
| 8    | GT 5.0 | 29  | Maranello Concessionaires                     | Piers Courage Roy Pike                       | Ferrari 275 GTB Competizione  | Ferrari 3.3L V12          | 313    |
| 9    | P 1.3  | 62  | Société Automobiles Alpine                    | Henri Grandsire Leo Cella                    | Alpine A210                   | Renault-Gordini 1296cc S4 | 311    |
| 10   | GT 5.0 | 57  | Ecurie Francorchamps                          | Pierre Noblet Claude Dubois                  | Ferrari 275 GTB Competizione  | Ferrari 3.3L V12          | 310    |
| 11   | P 1.3  | 44  | Ecurie Savin-Calberson                        | Roger Delageneste Jacques Cheinisse          | Alpine A210                   | Renault-Gordini 1296cc S4 | 307    |
| 12   | P 1.3  | 45  | Société Automobiles Alpine                    | Robert Bouharde Guy Verrier                  | Alpine A210                   | Renault-Gordini 1296cc S4 | 307    |
| 13   | P 1.3  | 46  | Société Automobiles Alpine                    | Mauro Bianchi Jean Vinatier                  | Alpine A210                   | Renault-Gordini 1296cc S4 | 306    |
| 14   | GT 2.0 | 35  | Jacques Franc                                 | Jacques Dewes Jean Kerguen                   | Porsche 911S                  | Porsche 1991cc F6         | 284    |
| 15   | P 1.3  | 50  | Jean-Louis Marnat & Cie                       | Jean-Louis Marnat Claude Ballot-Léna         | Mini Marcos GT 2+2            | BMC 1287cc S4             | 258    |
| DNF  | S 2.0  | 33  | Porsche System Engineering                    | Peter Gregg Sten Axelsson                    | Porsche 906/6 Carrera 6       | Porsche 1991cc F6         | 321    |
| DNF  | P +5.0 | 3   | Ford Motor Company/Shelby-American Inc.       | Dan Gurney Jerry Grant                       | Ford GT40 Mk.II               | Ford 7.0L V8              | 257    |
| DNF  | P 1.3  | 49  | Donald Healey Motor Company                   | Paddy Hopkirk Andrew Hedges                  | Austin-Healey Sprite          | BMC 1293cc S4             | 237    |
| DNF  | S 5.0  | 14  | Scuderia Filipinetti                          | Dieter Spoerry Peter Sutcliffe               | Ford GT40                     | Ford 4.7L V8              | 233    |
| DNF  | P 5.0  | 21  | SpA Ferrari SEFAC                             | Lorenzo Bandini Jean Guichet                 | Ferrari 330 P3                | Ferrari 4.0L V12          | 226    |
| DNF  | S 5.0  | 26  | Ed Hugus                                      | Giampiero Biscaldi Michael van Bourbon-Parma | Ferrari 275 GTB Competizione  | Ferrari 3.3L V12          | 218    |
| DNF  | S 5.0  | 28  | Equipe Nationale Belge                        | Gustave Gosselin Eric de Keyn                | Ferrari 250 LM                | Ferrari 3.3L V12          | 218    |
| DNF  | P 1.3  | 47  | Société Automobiles Alpine                    | Berndt Jansson Pauli Toivonen                | Alpine A210                   | Renault 1296cc S4         | 217    |
| DNF  | S 5.0  | 59  | Ford Motor Company/Essex Wire Corporation     | Peter Revson Skip Scott                      | Ford GT40 Mk.I                | Ford 4.7L V8              | 212    |
| DNF  | S 5.0  | 15  | Ford Motor Company Ford France S.A.           | Guy Ligier Bob Grossman                      | Ford GT40 Mk.I                | Ford 4.7L V8              | 205    |
| DNF  | P 5.0  | 19  | Scuderia Filipinetti                          | Willy Mairesse Herbert Müller                | Ferrari 365 P2                | Ferrari 4.4L V12          | 166    |
| DNF  | S 5.0  | 60  | Ford Motor Company/Essex Wire Corporation     | Jochen Neerpasch Jacky Ickx                  | Ford GT40                     | Ford 4.7L V8              | 154    |
| DNF  | P 5.0  | 27  | North American Racing Team                    | Richie Ginther Pedro Rodríguez               | Ferrari 330 P3 Spyder         | Ferrari 4.0L V12          | 151    |
| DNF  | P 1.3  | 48  | Donald Healey Motor Company                   | John Rhodes Clive Baker                      | Austin-Healey Sprite Le Mans  | BMC 1293cc S4             | 134    |
| DNF  | P 5.0  | 17  | Ecurie Francorchamps                          | Jean Blaton Pierre Dumay                     | Ferrari 365 P2                | Ferrari 4.4L V12          | 129    |
| DNF  | P 5.0  | 20  | SpA Ferrari SEFAC                             | Ludovico Scarfiotti Mike Parkes              | Ferrari 330 P3                | Ferrari 4.0L V12          | 123    |
| DNF  | P 1.15 | 55  | Société Automobiles Alpine                    | André de Cortanze Jean-Pierre Hanrioud       | Alpine A210                   | Renault-Gordini 1005cc S4 | 118    |
| DNF  | P 2.0  | 41  | Matra Sport                                   | Johnny Servoz-Gavin Jean-Pierre Beltoise     | Matra MS620                   | BRM 1915cc V8             | 112    |
| DNF  | P +5.0 | 9   | Chaparral Cars                                | Phil Hill Jo Bonnier                         | Chaparral 2D                  | Chevrolet 5.4L V8         | 111    |
| DNF  | P +5.0 | 7   | Ford Motor Company Alan Mann Racing           | Graham Hill Brian Muir                       | Ford GT40 Mk.II               | Ford 7.0L V8              | 110    |
| DNF  | P 2.0  | 34  | Auguste Veuillet                              | Robert Buchet Gerhard Koch                   | Porsche 906/6 Carrera 6       | Porsche 1991cc F6         | 110    |
| DNF  | P 2.0  | 42  | Matra Sport                                   | Jo Schlesser Alan Rees                       | Matra MS620                   | BRM 1915cc V8             | 100    |
| DNF  | P +5.0 | 6   | Ford Motor Company/Holman & Moody             | Mario Andretti Lucien Bianchi                | Ford GT40 Mk.II               | Ford 7.0L V8              | 97     |
| DNF  | P 1.15 | 53  | Automobiles CD                                | Georges Heligouin Jean Rives                 | CD SP66                       | Peugeot 1130cc S4         | 91     |
| DNF  | P 5.0  | 18  | North American Racing Team                    | Masten Gregory Bob Bondurant                 | Ferrari 365 P2                | Ferrari 4.4L V12          | 88     |
| DNF  | P 1.15 | 51  | Automobiles CD                                | Claude Laurent Jean-Claude Ogier             | CD SP66                       | Peugeot 1130cc S4         | 54     |
| DNF  | P 1.3  | 54  | North American Racing Team                    | François Pasquier Robert Mieusset            | ASA GT RB-613                 | ASA 1290cc S4             | 50     |
| DNF  | P 5.0  | 24  | Scuderia San Marco                            | Jean-Claude Sauer Jean de Mortemart          | Serenissima Spyder            | Serenissima 3.5L V8       | 40     |
| DSQ  | P +5.0 | 11  | Prototipi Bizzarrini                          | Sam Posey Massimo Natili                     | Bizzarrini P538 Super America | Chevrolet 5.4L V8         | 39     |
| DNF  | P 2.0  | 43  | Matra Sport                                   | Jean-Pierre Jaussaud Henri Pescarolo         | Matra MS620                   | BRM 1915cc V8             | 38     |
| DNF  | P 5.0  | 16  | Maranello Concessionaires                     | Richard Attwood David Piper                  | Ferrari 365 P2                | Ferrari 4.4L V12          | 33     |
| DNF  | P 1.3  | 61  | Autocostruzione Societa per Azione            | Ignazio Giunti Spartaco Dini                 | ASA GT RB-613                 | ASA 1290cc S4             | 31     |
| DNF  | P +5.0 | 8   | Ford Motor Company Alan Mann Racing           | John Whitmore Frank Gardner                  | Ford GT40 Mk.II               | Ford 7.0L V8              | 31     |
| DNF  | P 1.15 | 52  | Automobiles CD                                | Pierre Lelong Alain Bertaut                  | CD SP66                       | Peugeot 1130cc S4         | 19     |
| DNF  | P 2.0  | 36  | Maranello Concessionaires                     | Mike Salmon David Hobbs                      | Dino 206 S                    | Ferrari 1986cc V6         | 14     |
| DNF  | P +5.0 | 4   | Ford Motor Company/Holman & Moody             | Mark Donohue Paul Hawkins                    | Ford GT40 Mk.II               | Ford 7.0L V8              | 12     |
| DNF  | P 2.0  | 38  | North American Racing Team                    | Charlie Kolb George Follmer                  | Dino 206 S                    | Ferrari 1986cc V6         | 9      |
| DNF  | P +5.0 | 10  | Prototipi Bizzarrini                          | Edgar Berney André Wicky                     | Bizzarrini P538 Sport         | Chevrolet 5.4L V8         | 8      |
| DNF  | S 5.0  | 12  | Comstock Racing F.R. English Ltd              | Jochen Rindt Innes Ireland                   | Ford GT40 Mk.I                | Ford 4.7L V8              | 8      |
| DNF  | P 2.0  | 25  | Scuderia San Marco North American Racing Team | Nino Vaccarella Mario Casoni                 | Dino 206 S                    | Ferrari 1986cc V6         | 7      |
| DNS  | P 1.15 | 56  | Société Automobiles Alpine                    | Henri Grandsire André de Cortanze            | Alpine A110 M64               | Renault-Gordini 1005cc S4 | 0      |
| DNS  | S 5.0  | 63  | Scuderia Bear                                 | Dick Holqvist M.R. Wylie                     | Ford GT40                     | Ford 4.7L V8              | 0      |
| DNA  | P 5.0  | 22  | SpA Ferrari SEFAC                             | Giancarlo Baghetti Umberto Maglioli          | Ferrari 330 P3                | Ferrari 4.0L V12          | 0      |
| DNA  | P 5.0  | 23  | Scuderia San Marco                            | Louis Corbero                                | Serenissima Spyder            | Serenissima 3.5L V8       | 0      |
| DNA  | P 2.0  | 37  | SpA Ferrari SEFAC                             | Giampiero Biscaldi Mario Casoni              | Dino 206 S                    | Ferrari 1986cc V6         | 0      |
| DNA  | P 2.0  | 39  | Pierre Dumay                                  | Pierre Dumay Gustave Gosselin                | Dino 206 S                    | Ferrari 1986cc V6         | 0      |
| DNA  | GT 1.6 | 44  | Equipe Nationale Belge                        | Georges Harris Gerhard Langlois van Ophem    | Alfa Romeo Giulia TZ2         | Alfa Romeo 1570cc S4      | 0      |

1923 · 1924 · 1925 · 1926 · 1927 · 1928 · 1929 · 1930 · 1931 · 1932 · 1933 · 1934 · 1935 · 1936 · 1937 · 1938 · 1939 · 1940 - 1948 · 1949 · 1950 · 1951 · 1952 · 1953 · 1954 · 1955 (Ramp) · 1956 · 1957 · 1958 · 1959 · 1960 · 1961 · 1962 · 1963 · 1964 · 1965 · 1966 · 1967 · 1968 · 1969 · 1970 · 1971 · 1972 · 1973 · 1974 · 1975 · 1976 · 1977 · 1978 · 1979 · 1980 · 1981 · 1982 · 1983 · 1984 · 1985 · 1986 · 1987 · 1988 · 1989 · 1990 · 1991 · 1992 · 1993 · 1994 · 1995 · 1996 · 1997 · 1998 · 1999 · 2000 · 2001 · 2002 · 2003 · 2004 · 2005 · 2006 · 2007 · 2008 · 2009 · 2010 · 2011 · 2012 · 2013 · 2014 · 2015 · 2016 · 2017 · 2018 · 2019 · 2020 · 2021 · 2022 · 2023 · 2024